# Holger Kahle
Holger Kahle (* 1966) ist ein deutscher Wirtschaftswissenschaftler.

## Leben
Holger Kahle legte sein Abitur in Neustadt am Rübenberge am gleichnamigen Gymnasium ab und leistete von Juli 1985 bis September 1986 Wehrdienst. Von 1986 bis 1992 studierte er Wirtschaftswissenschaften an den Universitäten Braunschweig und Hannover. Von 1992 bis 2002 war er wissenschaftlicher Mitarbeiter/Assistent an der Universität in Hannover und der Universität Mannheim bei Ulrich Schreiber, welcher seinen Forschungsaufenthalt am Boston College Law School förderte. Nach der Promotion im April 1996 (Dr. rer. pol.) an der Universität Hannover und der Habilitation 2002 für das Fach Allgemeine Betriebswirtschaftslehre an der Universität Mannheim ist er seit 2005 Inhaber der Professur für Allgemeine Betriebswirtschaftslehre, insbesondere Betriebswirtschaftliche Steuerlehre und Prüfungswesen an der Universität Hohenheim. Von April 2004 bis September 2005 war er Inhaber der Professur für Allgemeine Betriebswirtschaftslehre mit den Schwerpunkten Betriebswirtschaftliche Steuerlehre und Externes Rechnungswesen an der AKAD Wissenschaftliche Hochschule Lahr (WHL).
Seine Forschungsschwerpunkte sind Rechnungslegung und Besteuerung; Besteuerung nationaler Unternehmen; internationale Unternehmensbesteuerung; EU-Recht und Besteuerung und Entscheidungswirkungen der Besteuerung.

## Preise/Auszeichnungen
| 07/1993 | Verleihung des von der Landeszentralbank in der Freien Hansestadt Bremen, in Niedersachsen und Sachsen-Anhalt gestifteten "Wilhelm Launhardt-Preises" für besondere Studienleistungen durch den Fachbereich Wirtschaftswissenschaften der Universität Hannover |
| 09/2002 | Auszeichnung der Habilitationsschrift „Internationale Rechnungslegung und ihre Auswirkungen auf Handels- und Steuerbilanz“ mit dem Förderpreis der Nürnberger Steuergespräche e.V.                                                                             |
| 11/2002 | Auszeichnung der Habilitationsschrift mit dem Förderpreis der Ernst & Young-Stiftung |

## Mitgliedschaften und ausgewählte Tätigkeiten
| Mitglied im Verband der Hochschullehrer für Betriebswirtschaft e. V. (Kommissionen Rechnungswesen und Betriebswirtschaftliche Steuerlehre) |
| Mitglied des Arbeitskreises Steuern der Schmalenbach-Gesellschaft für Betriebswirtschaft e. V.                                             |
| Mitglied der Prüfungskommission für Wirtschaftsprüfer und vereidigte Buchprüfer                                                            |
| Gutachtertätigkeit für Zeitschriften (z. B. Steuer und Wirtschaft)                                                                         |
| Leitung des Gesprächskreises für Steuerpraxis an der Universität Hohenheim (seit 2005)                                                     |

## Schriften (Auswahl)
- Die Ertragsbesteuerung der Beteiligung an einer US limited partnership. Stuttgart 1996, ISBN 3-476-46046-0.
- Internationale Rechnungslegung und ihre Auswirkungen auf Handels- und Steuerbilanz. Wiesbaden 2002, ISBN 3-8244-9099-4.
- mit Dirk Hachmeister, Sebastian Mock und Matthias Schüppen: Bilanzrecht Kommentar. Handelsbilanz, Steuerbilanz, Prüfung, Offenlegung, Gesellschaftsrecht. Köln 2020, ISBN 3-504-25381-9.
- mit Nicolas Kopp: Grundzüge der Handels- und Steuerbilanz. München 2021, ISBN 3-8006-6629-4.